# Angelo Varetto
Angelo Varetto (Turijn, 10 oktober 1910 - Milaan, 8 oktober 2001) is een voormalig Italiaans wielrenner. 
Varetto was prof van 1934 tot 1938, maar wist in deze korte loopbaan wel de belangrijkste klassieker van zijn land te winnen. Hij was in Milano-Sanremo van 1936 de beste van een groepje vluchters die in de eerste kilometers waren ontsnapt, de meeste favorieten waaronder Gino Bartali kwamen met meer dan een kwartier achterstand over de streep.

## Belangrijkste overwinningen
1936
- Milano-Sanremo

## Resultaten in voornaamste wedstrijden
| Jaar | Ronde van Italië | Ronde van Frankrijk | Ronde van Spanje |
| ---- | ---------------- | ------------------- | ---------------- |
| 1934 |                  |                     |                  |
| 1936 | opgave           |                     |                  |
| 1938 | opgave           |                     |                  |

| Jaar | Milaan-San Remo |
| ---- | --------------- |
| 1934 | 17e             |
| 1936 | ↑               |
| 1938 |                 |